# David Bowden

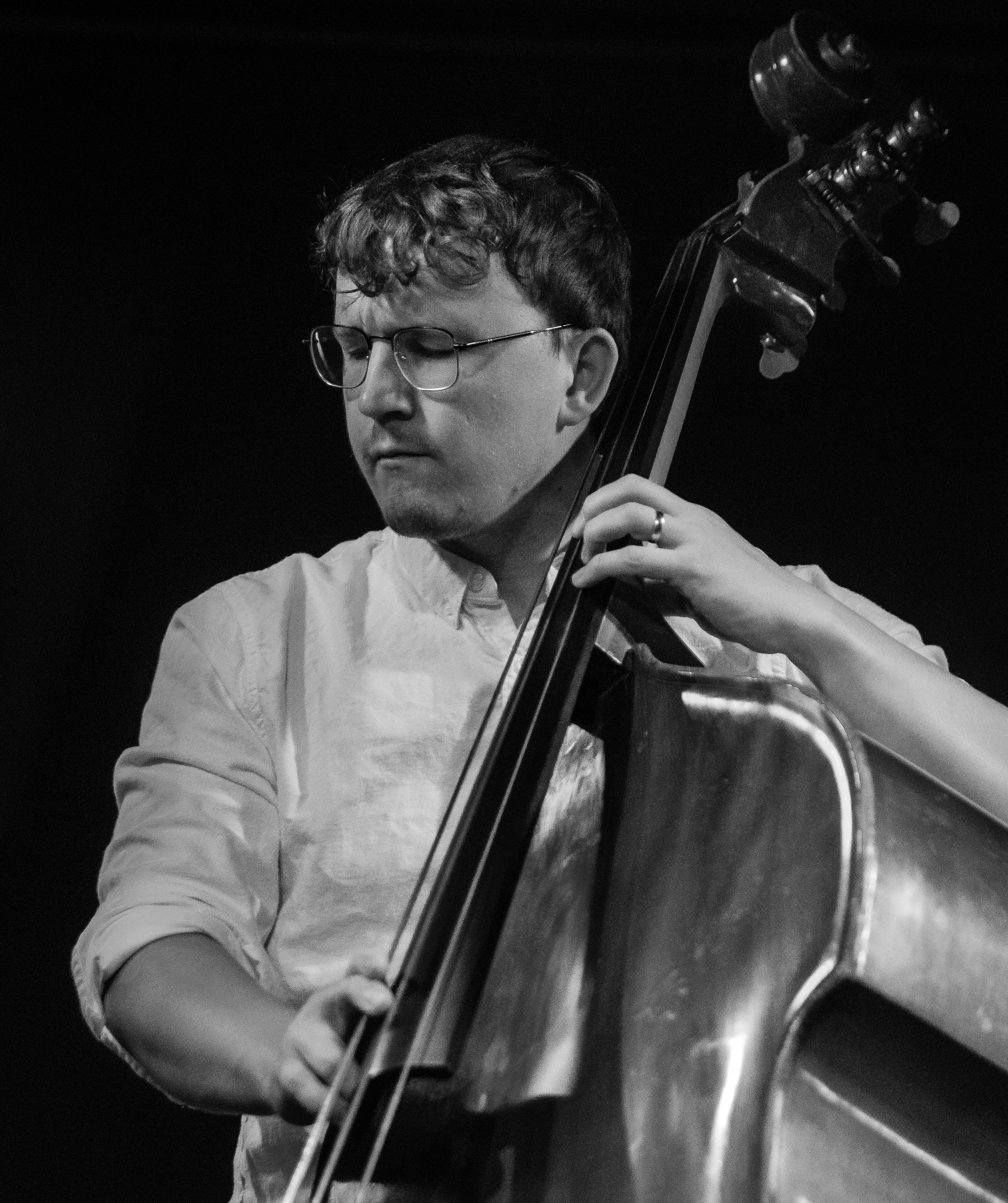
David Bowden auf der Bühne in Herr Nilsen, Oslo 2023
Foto von Tore Sætre

David Bowden (* um 1992 in London) ist ein britischer Jazz- und Fusionmusiker (Kontrabass, E-Bass, Komposition).

## Wirken
Bowden zog 2011 nach Glasgow, wo er am Royal Conservatoire of Scotland bis 2015 studierte und sein Studium mit Auszeichnung abschloss.
Gemeinsam mit Joe Williamson, Peter Johnstone und Steve Henderson bildete Bowden das Quartett SquareOne, das 2016 sein Debüt In Motion veröffentlichte; 2018 folgte mit Andy Middleton als zweites Album Double Bind. Mit seinem eigenen Fusionseptett Mezcla, für das er auch komponierte, legte er 2020 auf Ubuntu Music das Album Shoot the Moon vor. Überdies gehört er zum Trio von Pianist Fergus McCreadie, mit dem er die viel beachteten Alben Turas und Cairn veröffentlichte, und spielt gelegentlich im Quartett von Colin Steele. 
Bowden ist auch jenseits der Jazz-Szene aktiv und arbeitet regelmäßig mit Folk-Acts wie Robin Adams, Avocet, Dosca oder Finn Anderson. Mit eigenen Gruppen trat er auf Festivals in Großbritannien wie dem London Jazz Festival, dem Glasgow Jazz Festival und dem Edinburgh Jazz & Blues Festival auf; er tourte in Mitteleuropa, Frankreich, Skandinavien, Australien, dem Nahen Osten und Afrika.
2015 erhielt Bowden bei den Parliamentary Jazz Awards eine Yamaha Jazz Scholarship Award. Im selben Jahr errang er mit SquareOne den Peter Whittingham Jazz Award. 2017 gewann er den Titel BBC Young Scottish Jazz Musician of the Year. Im Folgejahr wurde er mit dem Fergus McCreadie Trio für das Album Turas bei den Parliamentary Jazz Awards ausgezeichnet.